# Новоконюшенный переулок
Новоконю́шенный переу́лок — улица в центре Москвы в Хамовниках между проездом Девичьего Поля и 1-м Неопалимовским переулком.

## История
Получил название в 1922 году по находившейся здесь в XVII века Новоконюшенной слободе царя Алексея Михайловича, переведённой сюда от Пречистенки после одного из московских пожаров. Прежнее название — Полуэктов переулок — дано по фамилии домовладелицы конца XVIII века Полуэктовой. Еще ранее переулок назывался Луженским, ибо выходил на луг (в Девичьем поле).

## Описание
Новоконюшенный переулок отходит справа от проезда Девичьего Поля, проходит на север, пересекает улицу Бурденко и заканчивается на 1-м Неопалимовском переулке.

## Примечательные здания и сооружения
По нечётной стороне:
- № 1 (не сохранился) — жилой дом. Снесен в 1931 году. Здесь жил заслуженный профессор Московского университета, невропатолог Владимир Рот. В 1918—1931 годах в здании располагалась Хамовническая районная библиотека-читальня им. Карла Маркса[1].
- № 3 — Международная ассоциация Суворовских, Нахимовских и Кадетских общественных объединений «Кадетское братство»;
- № 9, стр. 1 — жилой дом. Построен в 1964 году по проекту архитекторов Евгения Стамо и Михаила Полторацкого. Здесь жил полярник Евгений Толстиков[2].
- № 9, стр. 2 — выявленный объект культурного наследия. Дом, в котором в 1869—1874 гг. жил и работал ученый-филолог Ф. И. Буслаев, в 1886—1889 гг. здесь жил профессор Императорского Московского университета, ученый-экономист А. И. Чупров[3].
- № 13 (не сохранился) — жилой дом. Снесен в 1965 году.
  - Здесь в квартире № 7 жили актриса МХАТ Ольга Богословская[4] и археолог, филолог Фёдор Кипарисов[4].
  - Здесь в квартире № 12 с 1914 года жил русский и советский литературовед-пушкинист Мстислав Цявловский с супругой, литературоведом-пушкинистом Татьяной Цявловской. С середины двадцатых годов квартира стала подлинным научным центром пушкиноведения: здесь читались и обсуждались доклады о Пушкине, разрабатывались планы научных и общественных мероприятий по изучению и пропаганде пушкинского творчества[5]. Велись записи «Вокруг Пушкина» и основная работа над изданием «Летопись жизни и творчества А. С. Пушкина»[6][7]. В квартире также находилась обширная личная библиотека по истории русской литературы XIX в. и русской истории. К 1965 году она насчитывала 10000 томов[8][9].

По чётной стороне:
- № 4 (не сохранился) — жилой дом. Здесь в квартире № 4 жил сотрудник отдела рукописей ГИМ, книговед Кирилл Асафов[10][11][12].
- № 12/16 — жилой дом. Доходный дом Н. Н. Печковской. Построен в 1912 году. Здесь жил и работал священник Русской православной церкви, ученый, религиозный философ, поэт П. А. Флоренский. В настоящее время в его квартире располагается музей.
- № 14 — жилой дом. Здесь жил легкоатлет Владимир Сухарев[13]. В здании размещалась Федерация детского спорта.
- № 16 (не сохранился) — Церковь Божией Матери иконы Неопалимой купины близ Девичьего поля, что в Новой Конюшенной слободе. Построена в 1679—1680 гг., в 1707 году выстроена в камне. В 1928 году решением Моссовета церковь закрыта и в 1930 году снесена[14][15][16].